# نيد برات
نيد برات هو مصور كندي، ولد في 1964 في Epworth-Great Salmonier, Newfoundland and Labrador ‏ في كندا.